# Assunção (Arronches)
Assunção es una freguesia portuguesa del concelho de Arronches, con 204,53 km² de superficie y 2.059 habitantes (2001). Su densidad de población es de 10,1 hab/km².